# 이원용 (1958년)
이원용(1958년 ~ )은 대한민국의 배우이다.

## 생애
1975년 연극배우로 데뷔를 하였고 1977년 MBC 문화방송 공채 9기 탤런트로 연예계에 정식 데뷔하였다.

## 학력
- 성남고등학교 졸업
- 서울예술대학교 연극학과 전문학사

## 연기 활동

### 텔레비전 드라마
- 1977년 MBC 《수사반장》
- 1977년 MBC 《113 수사본부》
- 1978년 MBC 《미소》
- 1978년 MBC 《연지》
- 1978년 MBC 《우주탐험대》
- 1980년 MBC 《전원일기》
- 1981년 MBC 《제1공화국》 - 권태양 역
- 1982년 MBC 《시장사람들》
- 1982년 MBC 《공주갑부 김갑순》
- 1982년 MBC 《친구야 친구》
- 1982년 MBC 《한》
- 1983년 MBC 《조선왕조 오백년 - 추동궁 마마》
- 1983년 MBC 《3840 유격대》
- 1984년 MBC 《조선왕조 오백년 - 설중매》 - 양도사 역
- 1985년 MBC 《영웅시대》
- 1988년 KBS 《춘향전》 - 방자 역
- 1989년 MBC 《제2공화국》 - 거창 주민 역
- 1990년 MBC 《꼴찌 수색대》
- 1990년 KBS 《불의 나라》
- 1991년 KBS 《물의 나라》
- 1992년 KBS 《92' 고래 사냥》
- 1993년 MBC 《베스트극장》
- 1993년 MBC 《시트콤 김가이가》
- 1993년 KBS 《청춘극장》 - 박준길 역
- 1994년 KBS 《한명회》 - 임숭재 역
- 1995년 EBS 《언제나 푸른 마음》
- 1995년 MBC 《시트콤 두 아빠》
- 1995년 MBC 《제4공화국》 - 무명 재야 인사 역
- 1995년 KBS 《찬란한 여명》 - 오카모토 류노스케 역
- 1996년 KBS 《스타트》
- 1996년 MBC 《미망》 - 전태임의 아버지 역
- 1996년 SBS 《임꺽정》 - 정첨지의 아들 역
- 1996년 KBS 《용의 눈물》 - 소팔 역
- 1997년 MBC 《시트콤 남자 셋 여자 셋》
- 1998년 SBS 《순풍산부인과》 - 조혜련의 남편 역
- 1998년 SBS 《홍길동》 - 수상한 마을 주민 역
- 2000년 KBS 《요정 컴미》
- 2001년 SBS 《여인천하》 - 무명 양반 역
- 2001년 KBS 《명성황후》 - 안기영 역
- 2002년 EBS 《역사탐구 과거와의 대화》
- 2002년 SBS 《야인시대》 - 김이수 역
- 2002년 MBC 《너희가 나라를 아느냐》
- 2002년 MBC 《어사 박문수》 - 소화련의 아버지 역
- 2003년 EBS 《역사극장》
- 2003년 KBS 《무인시대》 - 노관 역
- 2004년 KBS 《울라불라 블루짱》
- 2005년 MBC 《제5공화국》 - 김제진 역
- 2006년 MBC 《주몽》 - 점술사 역
- 2006년 MBC 《도로시를 찾아라》 - 박희재 역
- 2006년 TvN 《막돼먹은 영애씨 시즌 1》
- 2006년 SBS 《연개소문》 - 원광법사 역
- 2008년 SBS 《식객》 ... 운암정 정형사 출신 최종구 이사 역
- 2010년 MBC 《김수로》 - 여도간 역
- 2011년 SBS 《북만벌, 칼을 가는 나그네 - 백야 김좌진 장군》 ... 박상실 역

### 영화
- 2003년 《나비》

### 연극
- 1975년 《대원군》 ... 회평군 이명 역(단역)
- 1977년 《세종대왕》 ... 평원대군 이임 역(단역)

### 뮤지컬
- 1978년 《포기와 베스》 ... 스키피오 역(단역)

## 수상 경력
- 1978년 MBC 연기대상 신인상
- 1991년 백상예술대상 TV부문 남자 신인연기상

## 연기 외 활동

### 텔레비전 프로그램
- 2000년 KBS2 《도전! 지구탐험대》